# Justin Williams
Justin Williams (ur. 4 października 1981 w Cobourg) – kanadyjski hokeista występujący na pozycji prawoskrzydłowego w Carolina Hurricanes z National Hockey League (NHL). Reprezentant kraju.

## Kariera
Justin Williams został wybrany przez drużynę Philadelphia Flyers z 28. numerem w pierwszej rundzie NHL Entry Draft 2000. Trzykrotnie zdobył Puchar Stanleya – w 2006 z Carolina Hurricanes oraz w 2012 i 2014 w barwach Los Angeles Kings. Do Williamsa należy rekord liczby zdobytych punktów w siódmych, decydujących spotkaniach fazy play-off (14). Zyskał dzięki temu pseudonim „Mr. Game 7”. 10 kwietnia 2016 rozegrał 1000. spotkanie w sezonie zasadniczym NHL. MVP play-offów w 2014 roku.
Reprezentował Kanadę na mistrzostwach świata w 2002, 2004 i 2007 roku. Dwukrotny złoty medalista mistrzostw świata.

## Statystyki

### Sezon zasadniczy i play-off
| 1998–99     | Compuware Ambassadors | NAHL        | 9    | 4   | 2   | 6   | 23  | –   | –  | –  | –  | —   |
| 1998–99     | Plymouth Whalers      | OHL         | 47   | 4   | 8   | 12  | 28  | 7   | 1  | 2  | 3  | 0   |
| 1999–00     | Plymouth Whalers      | OHL         | 68   | 37  | 46  | 83  | 46  | 23  | 14 | 16 | 30 | 10  |
| 2000–01     | Philadelphia Flyers   | NHL         | 63   | 12  | 13  | 25  | 22  | –   | –  | –  | –  | —   |
| 2001–02     | Philadelphia Flyers   | NHL         | 75   | 17  | 23  | 40  | 32  | 5   | 0  | 0  | 0  | 4   |
| 2002–03     | Philadelphia Flyers   | NHL         | 41   | 8   | 16  | 24  | 22  | 12  | 1  | 5  | 6  | 8   |
| 2003–04     | Philadelphia Flyers   | NHL         | 47   | 6   | 20  | 26  | 32  | –   | –  | –  | –  | —   |
| 2003–04     | Carolina Hurricanes   | NHL         | 32   | 5   | 13  | 18  | 32  | –   | –  | –  | –  | —   |
| 2004–05     | Luleå HF              | SEL         | 49   | 14  | 18  | 32  | 61  | 4   | 0  | 1  | 1  | 29  |
| 2005–06     | Carolina Hurricanes   | NHL         | 82   | 31  | 45  | 76  | 60  | 25  | 7  | 11 | 18 | 34  |
| 2006–07     | Carolina Hurricanes   | NHL         | 82   | 33  | 34  | 67  | 73  | –   | –  | –  | –  | —   |
| 2007–08     | Carolina Hurricanes   | NHL         | 37   | 9   | 21  | 30  | 43  | –   | –  | –  | –  | —   |
| 2008–09     | Carolina Hurricanes   | NHL         | 32   | 3   | 7   | 10  | 9   | –   | –  | –  | –  | —   |
| 2008–09     | Los Angeles Kings     | NHL         | 12   | 1   | 3   | 4   | 8   | –   | –  | –  | –  | —   |
| 2009–10     | Los Angeles Kings     | NHL         | 49   | 10  | 19  | 29  | 39  | 3   | 0  | 1  | 1  | 2   |
| 2010–11     | Los Angeles Kings     | NHL         | 73   | 22  | 35  | 57  | 59  | 6   | 3  | 1  | 4  | 2   |
| 2011–12     | Los Angeles Kings     | NHL         | 82   | 22  | 37  | 59  | 44  | 20  | 4  | 11 | 15 | 12  |
| 2012–13     | Los Angeles Kings     | NHL         | 48   | 11  | 22  | 33  | 22  | 18  | 6  | 3  | 9  | 8   |
| 2013–14     | Los Angeles Kings     | NHL         | 82   | 19  | 24  | 43  | 48  | 26  | 9  | 16 | 25 | 35  |
| 2014–15     | Los Angeles Kings     | NHL         | 81   | 18  | 23  | 41  | 29  | –   | –  | –  | –  | —   |
| 2015–16     | Washington Capitals   | NHL         | 82   | 22  | 30  | 52  | 36  | 12  | 3  | 4  | 7  | 14  |
| 2016–17     | Washington Capitals   | NHL         | 80   | 24  | 24  | 48  | 50  | 13  | 3  | 6  | 9  | 6   |
| 2017–18     | Carolina Hurricanes   | NHL         | 82   | 16  | 35  | 51  | 56  | —   | —  | —  | —  | —   |
| NHL łącznie | NHL łącznie           | NHL łącznie | 1162 | 289 | 444 | 733 | 716 | 140 | 36 | 58 | 94 | 125 |

### Międzynarodowe
| Rok                | Drużyna            | Turniej            | Wynik              | M  | G | A | Pkt | Min |
| ------------------ | ------------------ | ------------------ | ------------------ | -- | - | - | --- | --- |
| 2002               | Kanada             | MŚ                 | 6                  | 5  | 0 | 3 | 3   | 6   |
| 2004               | Kanada             | MŚ                 | 1st                | 9  | 0 | 0 | 0   | 4   |
| 2007               | Kanada             | MŚ                 | 1st                | 9  | 1 | 2 | 3   | 16  |
| Seniorskie łącznie | Seniorskie łącznie | Seniorskie łącznie | Seniorskie łącznie | 23 | 1 | 5 | 6   | 26  |

## Nagrody i wyróżnienia
| Trofeum            | Lata                                                       |
| ------------------ | ---------------------------------------------------------- |
| 3x Puchar Stanleya | 2006 (Carolina Hurricanes); 2012, 2014 (Los Angeles Kings) |
| Conn Smythe Trophy | 2014                                                       |